# Trisetum ambiguum
Trisetum ambiguum är en gräsart som beskrevs av Sulma Zulma E. Rúgolo de Agrasar och Elisa G. Nicora. Trisetum ambiguum ingår i släktet glanshavren, och familjen gräs. Inga underarter finns listade i Catalogue of Life.